# Arroyo Vallimanca
Arroyo Vallimanca är ett vattendrag i Argentina.   Det ligger i provinsen Buenos Aires, i den centrala delen av landet, 220 kilometer sydväst om huvudstaden Buenos Aires. Arroyo Vallimanca ligger vid sjön Laguna La Verdosa.
Trakten runt Arroyo Vallimanca består till största delen av jordbruksmark. Runt Arroyo Vallimanca är det mycket glesbefolkat, med 3 invånare per kvadratkilometer.